# Marguerite Gérard
Marguerite Gérard foi uma pintora e gravadora francesa que trabalhou no estilo rococó e neoclassicismo, conhecida por suas cenas de gênero e retratos. .

## Biografia
Nascida em Grasse, no sul da França, Gérard foi irmã mais nova da esposa de Jean-Honoré Fragonard, renomado pintor rococó, com quem viveu e trabalhou em Paris. Ao lado de Fragonard, ela desenvolveu suas habilidades e explorou técnicas que a levaram a se destacar em um período em que o meio artístico era amplamente dominado por homens.
A obra de Marguerite Gérard é notável por suas representações íntimas da vida cotidiana, frequentemente retratando cenas domésticas que mostram mulheres em momentos de descanso, leitura ou cuidado com os filhos. Suas pinturas exploram a sensibilidade e a elegância das relações familiares e amorosas, e ela foi uma das primeiras artistas a criar obras que enfatizavam o papel da mulher no ambiente doméstico, tema que se tornaria característico de sua produção. Embora ela tenha recebido influência do estilo rococó de Fragonard, sua paleta de cores é mais contida e sua abordagem é mais realista, o que a distingue no cenário artístico de seu tempo.
Marguerite Gérard também inovou na maneira como usava a luz para destacar a textura dos tecidos, a delicadeza dos rostos e os detalhes dos objetos em cena, capturando minúcias que revelam um refinamento técnico impressionante. Além das cenas de gênero, ela produziu retratos e trabalhou com gravuras, ajudando a popularizar suas obras por meio de reproduções acessíveis a um público mais amplo. Seu domínio da gravura é particularmente notável porque permitiu que ela reproduzisse seus quadros e alcançasse um reconhecimento que seria raro para mulheres artistas de sua época.
Embora tenha sido bastante popular durante sua vida, sua produção foi, por muito tempo, ofuscada pela obra de Fragonard e pelo advento do neoclassicismo, que passou a dominar o cenário artístico francês no final do século XVIII. No entanto, Marguerite Gérard deixou um legado importante como uma das poucas mulheres artistas reconhecidas na França pré-revolucionária. Ela conseguiu construir uma carreira independente, recebendo encomendas e vendendo seus trabalhos de forma autônoma – algo excepcional para uma mulher em seu tempo.
Hoje, Gérard é reconhecida como uma artista talentosa e inovadora, cujas obras revelam a complexidade e o valor do espaço doméstico e das relações humanas. Suas cenas de gênero são valiosas para o estudo da sociedade do final do século XVIII, pois oferecem uma visão única da vida cotidiana, especialmente das mulheres e crianças, além de exemplificar o refinamento técnico e o impacto emocional que ela trouxe ao gênero.